# Jalove
Jalove, ukrajinsky Ялове, maďarsky Jávor, je osada obce Pidpolozzja ve ždenijevské územní komunitě. Leží v okrese Mukačevo Zakarpatské oblasti Ukrajiny. V roce 2025 zde žilo 278 obyvatel.
Místní částí je Pudholička (ukrajinsky Пудголічка).

## Historie
První písemná zmínka o vesnici pochází z roku 1543. Do uzavření Trianonské smlouvy byla součástí Uherska, poté součástí první československé republiky. Od roku 1945 bylac součástí Ukrajinské sovětské socialistické republiky, která byla součástí SSSR. Od roku 1991 je součástí nezávislé Ukrajiny.

## Pamětihodnosti
- Cerkev Nanebevstoupení Páně, z 18. století, se samostatně stojící zvonicí, ukrajinská národní památka[2]